# Syzeuctus peringueyi
Syzeuctus peringueyi är en stekelart som först beskrevs av Cameron 1905.  Syzeuctus peringueyi ingår i släktet Syzeuctus och familjen brokparasitsteklar. Inga underarter finns listade i Catalogue of Life.